# Regionalwahl in der Toskana 1975
Die Regionalwahl in der Toskana 1975 fand am 15. und 16. Juni statt.

## Wahlergebnis
| Listen            | Listen                                        | Stimmen   | %    | Mandate |
| ----------------- | --------------------------------------------- | --------- | ---- | ------- |
|                   | Partito Comunista Italiano                    | 1.169.858 | 46,5 | 25      |
|                   | Democrazia Cristiana                          | 717.338   | 28,5 | 15      |
|                   | Partito Socialista Italiano                   | 269.074   | 10,7 | 4       |
|                   | Movimento Sociale Italiano – Destra Nazionale | 106.580   | 4,2  | 2       |
|                   | Partito Socialista Democratico Italiano       | 97.649    | 3,9  | 2       |
|                   | Partito Repubblicano Italiano                 | 66.704    | 2,6  | 1       |
|                   | Partito di Unità Proletaria per il Comunismo  | 51.834    | 2,1  | 1       |
|                   | Partito Liberale Italiano                     | 30.096    | 1,2  | –       |
|                   | Unità Popolare                                | 7.996     | 0,3  | –       |
|                   | Unione Rifondazione Socialista Democratica    | 488       | 0,0  | –       |
| Gesamt            | Gesamt                                        | 2.517.617 | 100  | 50      |
|                   |                                               |           |      |         |
| Ungültige Stimmen | Ungültige Stimmen                             | 86.679    | 3,3  |         |
| Wähler            | Wähler                                        | 2.604.296 | 95,8 |         |
| Wahlberechtigte   | Wahlberechtigte                               | 2.718.477 |      |         |